# 丘を越えて (小泉今日子の曲)
「丘を越えて」（おかをこえて）は、小泉今日子が1990年9月21日にビクター音楽産業からリリースした31枚目のシングル。

## 解説
アルバム『No.17』からのシングルカット。
「丘を越えて」はマツダ「オートザム・レビュー」のCMソングに採用され、後に作曲者の青木達之の葬儀で流された。
カップリングは、同じくアルバム『No.17』収録曲「No No No」ダブ・バージョン等収録。

## 収録曲
全作詞：小泉今日子
1. 丘を越えて
  - 作曲：林昌幸・青木達之／編曲：東京スカパラダイスオーケストラ
2. 丘を越えて（Back Tracks）
3. No No No（Dub Mix）
  - 作曲・編曲：藤原ヒロシ・屋敷豪太
4. No No No（Voice）

## カバー
- 1993年、あがた森魚がアルバム『イミテーション・ゴールド』で本曲をカバー。